# نیلوفر درختی
نیلوفر درختی (نام علمی: Ipomoea arborescens) نام یک گونه از سرده نیلوفر پیچ است.